# ポンキッドGPII
『ポンキッドGPⅡ』（ポンキッドジーピーツー）は、1991年9月にSANKYOが発売した、中央に大きなキャラクターの役物が配置されているパチンコ機。

## 概要
貯留型の羽根モノタイプ。Vゾーンがローター式で常時回転しており、うまくタイミングが合わないとV入賞がしにくい仕様になっている。

## スペック
- ポンキッドGPⅡ
  - 賞球数 7&15
  - 大当たり最高継続 15R
  - 最大貯留 4個（5カウント）

## 演出
大当たり中はキャラクター役物の顔の下にあるストッパーが下降することで、最大4個まで貯留する。羽根開閉18回か5カウントで貯留が解除される。